# Templo de Zhenguo
Templo de Zhenguo (chinês tradicional: 镇國寺, chinês simplificado: 镇国寺, pinyin: Zhèn Gúo Sì) é um templo budista localizado a 10 km de Pingyao na aldeia de Hadongcun, na província chinesa de Shanxi. O mais antigo cómodo do templo é o Salão Wanfo, construído em 963 durante a Dinastia Han. Caracteriza-se por possuir grandes suportes dougong, que sustentam o telhado e os seus beirais. As esculturas nele existentes estão entre os únicos exemplos de escultura budista do século X da China.

## História
A história do templo começou no ano de 963, quando inaugurada a construção do Salão Wanfo (em chinês:  万佛殿). Essa data foi escrita numa viga do compartimento, sendo também a data dada por uma história local de Pingyao, escrita no século X o que comprova efectivamente a época da sua fundação. A estela do templo, gravada em 1819, também confirma esta data. O Salão Wanfo é o mais antigo bloco do Templo de Zhenguo e é o único edifício sobrevivente que remonta à curta duração da dinastia Han do Norte. Embora pouco se conheça sobre a história do templo, as estelas confirmam que este foi renovado em 1540 e 1816. Apesar dos sucessivos reparos ao longo das dinastias, a sua aparência original ainda vigora. No templo, existem esculturas com as cores das Cinco Dinastias, consideradas particularmente raras em toda a China. Na história da China, o período das Cinco Dinastias teve curtíssima duração, o que, portanto, comprometeu a sua cultura ao pouco que chegou até ao dias de hoje. O Salão Wanfo e as suas coloridas esculturas proveram evidências extremamente preciosas para as pesquisas sobre a história da arquitetura chinesa, assim como a história da escultura no país. Em 1997, juntamente com a cidade de Pingyao e o Templo de Shuanglin, este templo foi declarado Património da Humanidade pela UNESCO enquanto Antiga Cidade de Pingyao.

## Projeto

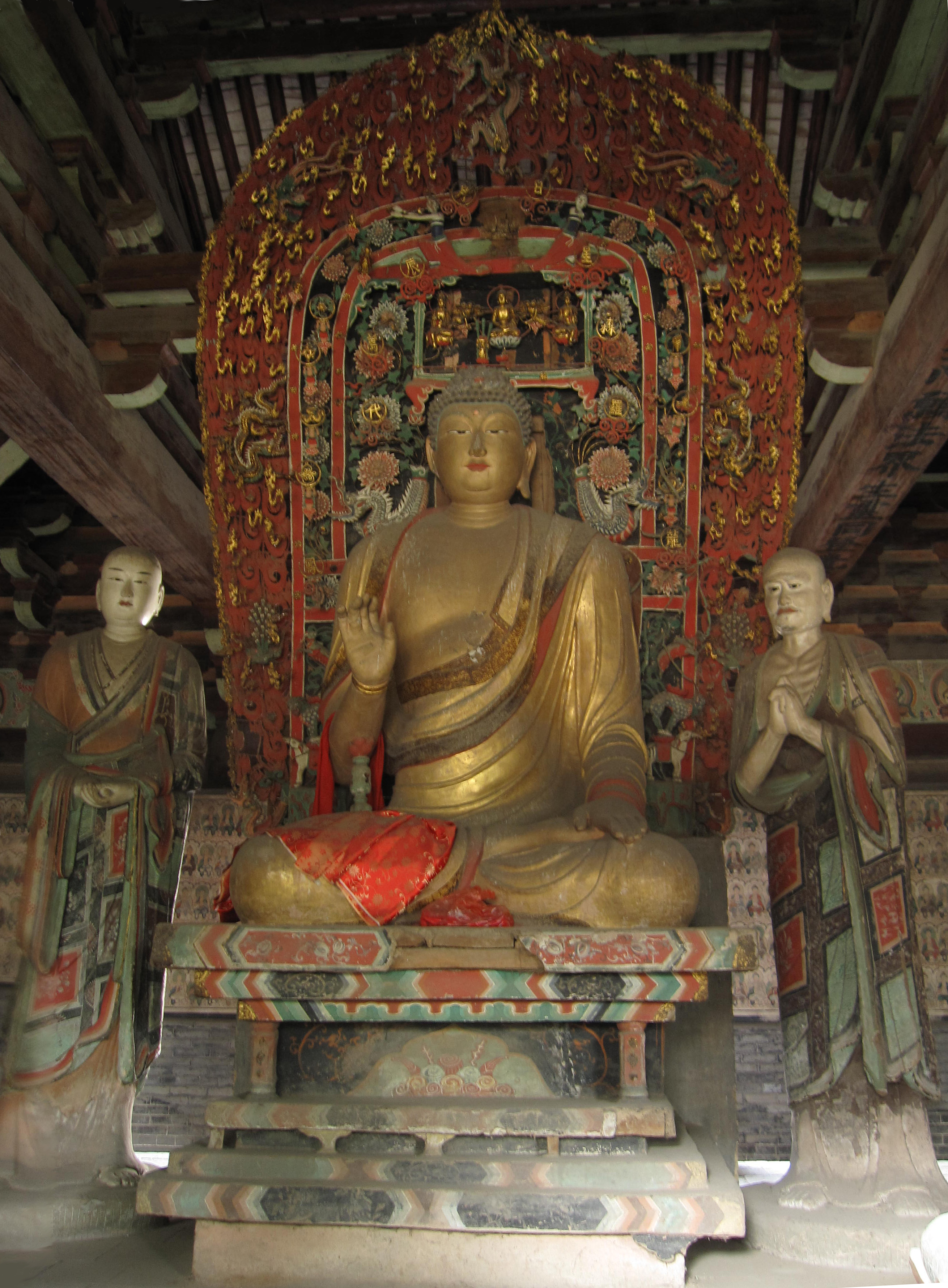
Estátuas do Salão Wanfo

O templo é composto por dois pavilhões principais, um de entrada para o templo e dois pátios entre os três edifícios. Existe uma parede que envolve todo o complexo. O templo é aberto a sul, com o Salão Tianwang (天王殿) que atua como portão de entrada do templo. O próximo salão a norte é o Salão Wanfo e, por fim, o último complexo é chamado de Salão Sanfo (三佛殿), todos datando da Dinastia Qing. O pátio norte também tem dois salões de menor importância nas frentes a leste e oeste denominados Salões Gaunyin (观音殿) e Dizang (地藏殿), que datam da Dinastia Ming. Existem dois campanários em cada banda do Salão Tianwang.

### Salão Wanfo
O salão mais importante do templo é o Salão Wanfo (Salão de 10 000 Budas), um dos mais antigos edifícios de madeira da China. Coberto por um único telhado de quatro águas, apresenta uma forma quase quadrada inscrita num perímetro de 11,6 por 10,8 m, e 8,8 metros de altura. Apesar das suas pequenas dimensões e as respetivas características que o identificam como um salão regular (como os pilares implantados diretamente no chão e não em pedestais), a estrutura ,é contudo, bastante complexa. Existem portas na parte frontal e posterior do salão. A frente tem duas janelas em ambos os lados da porta e existem doze pilares que sustentam toda a estrutura. Segundo Yingzao Fashi, as mísulas dos cantos e das colunas centrais que suportam o telhado formam um dos maiores e mais complexos tipos conhecidos. Estes conjuntos de suportes têm cerca de 2,5 metros de altura, 70% do tamanho da coluna. O salão não possui forro interior e as partes superiores e inferiores das vigas estão expostas. Nancy Steinhardt especula que os elementos de sustentação dos complexos, naquilo que teria sido uma humilde estrutura, eram na verdade uma tentativa por parte dos governantes da dinastia Han para construir uma magnífica construção, todavia com limitados recursos. A sala possui onze esculturas da dinastia Han do Norte, as únicas esculturas chinesas da época que se preservaram até aos dias de hoje intactas, para além das encontradas nas Grutas de Mogao. Dessas, existe uma estátua principal de Sakyamuni, ladeada por Bodhisattvas e pelos Reis Celestiais.